# Anton Kaniboloc'kyj
Anton Olegovyč Kaniboloc'kyj (in ucraino Антон Олегович Каніболоцький?; Kiev, 16 maggio 1988) è un ex calciatore ucraino, di ruolo portiere.

## Palmarès

### Competizioni nazionali
- Campionato ucraino: 3

Šachtar: 2012-2013, 2013-2014, 2016-2017
- Coppa d'Ucraina: 3

Šachtar: 2012-2013, 2015-2016, 2016-2017
- Supercoppa d'Ucraina: 3

Šachtar: 2013, 2014, 2015
- Campionato azero: 1

Qarabağ: 2017-2018